# José Rodríguez Martínez
José Rodríguez Martínez (La Vila Joiosa, 16 dicembre 1994) è un calciatore spagnolo, centrocampista del Flamurtari Valona.

## Caratteristiche tecniche
Centrocampista centrale dotato di una buona tecnica e fisicità. Giocatore caparbio che si infila spesso tra le linee avversarie ed è anche molto capace di recuperare il possesso palla.

## Carriera

### Club

#### Real Madrid Castilla
Dal 2002 al 2007 gioca nella squadra della sua città natale, il Villajoyosa per poi passare nelle giovanili dell'Hércules. Nel 2009 passa nelle giovanili del Real Madrid, dove gioca fino al 2012, quando viene ammesso nella rosa del Real M. Castilla, seconda squadra del club madrileno.
L'esordio arriva il 1º settembre 2012 nella sconfitta esterna per 1-0 contro l'Almería; subentrando al 72º minuto al compagno di squadra Fabinho. Conclude la prima stagione totalizzando 23 presenze all'attivo senza nessuna marcatura personale.
Il 18 gennaio 2014 mette a segno il suo primo gol con la maglia del Real Madrid Castilla, in occasione della sconfitta casalinga per 2-1 contro lo Sporting Gijón firmando il momentaneo 1-1. A fine stagione il Real Madrid Castilla retrocede in terza divisione e il giovane centrocampista spagnolo totalizza 37 presenze e 4 gol.

#### Real Madrid e il prestito al Deportivo
Il 31 ottobre 2012, durante la partita di Coppa del Re contro l'Alcoyano vinta per 4-1, fa il suo esordio in prima squadra e in tale occasione mette a segno anche il suo primo gol da professionista. il 1º dicembre successivo fa il suo esordio nella Liga, in occasione del Derbi madrileño vinto per 2-0 contro l'Atlético Madrid; subentra a pochi minuti dalla fine al compagno di squadra Karim Benzema. Tre giorni dopo fa il suo esordio anche in campo internazionale, in occasione della partita di UEFA Champions League vinta per 4-1 contro il club olandese dell'Ajax, sostituendo, al minuto 72, il brasiliano Kaká. Finisce la prima stagione in prima squadra totalizzando 4 presenze e un gol.
Nella stagione successiva non viene mai impiegato in prima squadra.
Il 22 luglio 2014 passa, a titolo temporaneo, al Deportivo La Coruña. Esordisce il 23 agosto 2014 nella sconfitta per 2-1 contro il Granada. Il 31 agosto successivo mette a segno la sua prima rete con la maglia del Deportivo, aprendo le marcature del pareggio interno per 2-2 contro il Rayo Vallecano. Conclude il prestito con un bottino di 27 presenze e 2 reti siglate.

#### Galatasaray
Il 31 luglio 2015 firma un contratto quadriennale con i turchi del Galatasaray. L'esordio arriva il 24 agosto successivo nella sconfitta interna, per 1-2, contro l'Ankaraspor. Il 26 maggio 2016, dopo una stagione costellata dai vari problemi finanziari del club che lo hanno portato ad una profonda crisi di risultati, vince la sua prima Coppa di Turchia poiché la sua squadra si impone, per 1-0, sul Fenerbahçe. Conclude la stagione con un bottino di 23 presenze.

#### Magonza e i vari prestiti
Il 29 giugno 2016, dopo una sola stagione con la maglia della squadra turca, decide di trasferirsi in Germania e firmare un contratto quadriennale con il Magonza. L'esordio arriva il 21 agosto successivo in occasione del 1º turno di Coppa di Germania vinto, ai calci di rigore, contro l'Unterhaching. Il 18 settembre 2016 disputa la sua prima partita in Bundesliga in occasione della trasferta vinta, per 1-3, contro l'Augusta; in questo frangente viene espulso a pochi secondi dalla fine. Il 29 settembre successivo disputa anche la sua prima partita in campo internazionale con la maglia del Magonza; in occasione della trasferta vinta, per 2-3, contro gli azeri del Qəbələ. Il 31 gennaio 2017, dopo appena cinque presenze con il club tedesco, viene ceduto al club spagnolo del Malaga. L'esordio con la maglia del Málaga arriva il 12 febbraio successivo in occasione della trasferta pareggiata, per 1-1, contro il Villarreal. Conclude il prestito al Malaga con 6 presenze.
Il 5 settembre 2017 passa, a titolo temporaneo, al club israeliano del Maccabi Tel Aviv. L'esordio arriva quattro giorni più tardi in occasione della vittoria casalinga, per 2-0, contro il Bnei Sakhnin. Il 17 dicembre successivo vince la Coppa Toto poiché la sua squadra si impone in finale, per 1-0, contro l'Hapoel Be'er Sheva. Conclude il prestito in Israele con un bottino di 22 presenze, 2 reti e la vittoria della coppa.
Il 28 agosto 2018 passa, a titolo temporaneo, agli olandesi del Fortuna Sittard. L'esordio arriva il 1º settembre successivo in occasione del pareggio interno, per 1-1, contro l'Utrecht. Il primo gol in terra olandese arriva il 22 settembre in occasione del pareggio, per 4-4, contro il Willem II.

## Statistiche

### Presenze e reti nei club
Statistiche aggiornate al 17 agosto 2024.
| Stagione                | Squadra                 | Campionato              | Campionato | Campionato | Coppe nazionali | Coppe nazionali | Coppe nazionali | Coppe continentali | Coppe continentali | Coppe continentali | Altre coppe | Altre coppe | Altre coppe | Totale | Totale |
| Stagione                | Squadra                 | Comp                    | Pres       | Reti       | Comp            | Pres            | Reti            | Comp               | Pres               | Reti               | Comp        | Pres        | Reti        | Pres   | Reti   |
| ----------------------- | ----------------------- | ----------------------- | ---------- | ---------- | --------------- | --------------- | --------------- | ------------------ | ------------------ | ------------------ | ----------- | ----------- | ----------- | ------ | ------ |
| 2012-2013               | Real M. Castilla        | SD                      | 23         | 0          | -               | -               | -               | -                  | -                  | -                  | -           | -           | -           | 23     | 0      |
| 2013-2014               | Real M. Castilla        | SD                      | 37         | 4          | -               | -               | -               | -                  | -                  | -                  | -           | -           | -           | 37     | 4      |
| Totale Real M. Castilla | Totale Real M. Castilla | Totale Real M. Castilla | 60         | 4          |                 | -               | -               |                    | -                  | -                  |             | -           | -           | 60     | 4      |
| 2012-2013               | Real Madrid             | PD                      | 1          | 0          | CR              | 2               | 1               | UCL                | 1                  | 0                  | SS          | 0           | 0           | 4      | 1      |
| 2013-2014               | Real Madrid             | PD                      | 0          | 0          | CR              | 0               | 0               | UCL                | 0                  | 0                  | -           | -           | -           | 0      | 0      |
| Totale Real Madrid      | Totale Real Madrid      | Totale Real Madrid      | 1          | 0          |                 | 2               | 1               |                    | 1                  | 0                  |             | 0           | 0           | 4      | 1      |
| 2014-2015               | Deportivo La Coruña     | PD                      | 25         | 2          | CR              | 2               | 0               | -                  | -                  | -                  | -           | -           | -           | 27     | 2      |
| 2015-2016               | Galatasaray             | SL                      | 14         | 0          | CT              | 6               | 0               | UCL+UEL            | 3+0                | 0                  | ST          | 0           | 0           | 23     | 0      |
| 2016-gen. 2017          | Magonza                 | BL                      | 2          | 0          | CG              | 2               | 0               | UEL                | 1                  | 0                  | -           | -           | -           | 5      | 0      |
| gen.-giu. 2017          | Malaga                  | PD                      | 6          | 0          | CR              | 0               | 0               | -                  | -                  | -                  | -           | -           | -           | 6      | 0      |
| 2017-2018               | Maccabi Tel Aviv        | LhA                     | 14+5       | 2+0        | CI+CdL          | 1+2             | 0               | UEL                | 0                  | 0                  | -           | -           | -           | 22     | 2      |
| 2018-2019               | Fortuna Sittard         | ED                      | 24         | 2          | CO              | 4               | 0               | -                  | -                  | -                  | -           | -           | -           | 28     | 2      |
| 2019-gen. 2020          | Malaga                  | SD                      | 0          | 0          | CR              | 0               | 0               | -                  | -                  | -                  | -           | -           | -           | 0      | 0      |
| Totale Malaga           | Totale Malaga           | Totale Malaga           | 6          | 0          |                 | 0               | 0               |                    | -                  | -                  |             | -           | -           | 6      | 0      |
| gen.-giu. 2020          | Fuenlabrada             | SD                      | 14         | 1          | CR              | 0               | 0               | -                  | -                  | -                  | -           | -           | -           | 14     | 1      |
| 2020-2021               | Maccabi Haifa           | LhA                     | 23+6       | 1+0        | CI+CdL          | 4+0             | 0               | UEL                | 3                  | 0                  | -           | -           | -           | 36     | 1      |
| 2021-2022               | Maccabi Haifa           | LhA                     | 20+7       | 0          | CI+CdL          | 5+2             | 0               | UEL                | 2+11               | 0                  | SI          | 1           | 0           | 48     | 0      |
| Totale Maccabi Haifa    | Totale Maccabi Haifa    | Totale Maccabi Haifa    | 43+13      | 1+0        |                 | 11              | 0               |                    | 16                 | 0                  |             | 1           | 0           | 84     | 1      |
| 2022-2023               | Union Saint-Gilloise    | PL                      | 9          | 0          | CB              | 1               | 0               | UCL+UEL            | 0+3                | 0                  | -           | -           | -           | 10     | 0      |
| 2023-feb. 2024          | Hapoel Tel Aviv         | LhA                     | 12         | 0          | CI+CdL          | 0+3             | 0               | -                  | -                  | -                  | -           | -           | -           | 15     | 0      |
| feb.-giu. 2024          | Adana Demirspor         | SL                      | 5          | 0          | CT              | 0               | 0               | -                  | -                  | -                  | -           | -           | -           | 5      | 0      |
| ago. 2024               | Adana Demirspor         | SL                      | 2          | 0          | CT              | 0               | 0               | -                  | -                  | -                  | -           | -           | -           | 2      | 0      |
| Totale Adana Demirspor  | Totale Adana Demirspor  | Totale Adana Demirspor  | 7          | 0          |                 | 0               | 0               |                    | -                  | -                  |             | -           | -           | 7      | 0      |
| Totale carriera         | Totale carriera         | Totale carriera         | 249        | 12         |                 | 34              | 1               |                    | 21                 | 0                  |             | 1           | 0           | 305    | 13     |

## Palmarès

### Club

#### Competizioni nazionali
- Supercoppa di Turchia: 1

Galatasaray: 2015
- Coppa di Turchia: 1

Galatasaray: 2015-2016
- Coppa Toto: 2

Maccabi Tel Aviv: 2017-2018
Maccabi Haifa: 2021-2022
- Campionato israeliano: 2

Maccabi Haifa: 2020-2021, 2021-2022
- Supercoppa d'Israele: 1

Maccabi Haifa: 2021

### Individuale
- Selezione UEFA dell'Europeo Under-19: 1

Lituania 2013